# Опсада Јерусалима (70. година)
Опсада Јерусалима 70. године је била одлучујућа битка у Првом римском-јеврејском рату. Након пада Јерусалима, пала је и Масада, чиме је завршен овај рат. Приликом опсаде Јерусалима, Римљане је предводио будући цар Тит, у том часу заповедник трупа под врховном командом његовог оца, цара Веспазијана.

## Опсада
Упркос извесним успесима против Римљана, зилоти, вође јеврејског устанка, били су међусобно подељени, и нису били војнички образовани. 
Тит је опколио Јерусалим на челу три легије са западне стране (Пете Македонске, XII громовничке и XV легије) и уз помоћ једне легије (X легија) са источне стране града. Тит је потпуно спречио снабдевање града: забранио је и ходочасницима да улазе у Јерусалим. Током опсаде, Тит је послао Јосифа Флавија, ранијег јеврејског заповедника, а сада лојалног пристлицу Римљана на преговоре са устаницима. Преговори су завршени без успеха. 
Средином маја, те исте, 70. године, Тит је успео да уништи један заштитни зид и сасвим се приближио храмовном брду, култном средишту Јерусалима. Дошло је до уличних борби са зилотима, које су се завршиле великим губицима за обе стране. На крају, Римљани су се повукли. Током једног напада на Римљане, Јевреји су уништили њихову велику опсадну справу, довучену ту да би се напала Антонијевска тврђава, главно јеврејско упориште у Јерусалиму. Међутим, Тит је убрзо надокнадио овај губитак. 
У неколико наврата Римљани су без успеха нападали тврђаву Антонију. Коначно, успех су постигли када су усред ноћи кренули на заспалу стражу. Тврђава Антонија је била од велике стратешке важности: то је други по висини тачка у граду и представљала је одлично полазиште за напад на сам Храм, главни војни циљ. 
Тит вероватно није планирао да уништи Храм. Могуће је само желео да га претвори у пагански; тј. да храм буде посвећен римским царевима и римским боговима. Када је организована јеврејска одбрана престала (у августу месецу), римски војници су желели освету и Храм је вероватно страдао када је читав град био запаљен. Многи бранитељи су успели да побегну тајним подземним тунелима. Неки су још пружали отпор у другим деловима града. Јерусалим је потпуно прешао у римске руке 7. септембра када су преостали бранитељи масакрирани а неколицина се спасла бекством.
Уништење Храма Јевреји и данас оплакују. У Риму и данас постоји Титов славолук који прославља освајање Јерусалима и Храма.

## Уништење Јерусалима
Сулпиције Север (363—420. године) у својој Хроници цитира Тацита који каже да је Тит уништио Други храм да бу уништио јеврејску секту. Јосиф Флавије изричито тврди да је Тит наредио да се Храм поштеди, али да се римски војници, који су претрпели велике губитке током опсаде, нису обазирали на ово наређење. Но, сведочанство Јосифа Флавија није нарочито поуздано.

## Испуњење хришћанског пророчанства
Хришћани верују да су ови догађаји, опсада и уништење Јерусалима, заправо испуњење Христовог пророчанства, изреченог пре отприлике четрдесет година. Види Јеванђеље по Луки, 21, Јеванђење по Матеју 24, Јеванђеље по Марку 13. Јевсевије из Цезареје пише да су се хришћани из Јерусалима повукли из града пре него што је до сукоба дошло.
Хришћани верују да уништење Храма и Јерусалима представља испуњење пророчанстава из Старог завета: Исаија, 10,3 и Данијел, 9,26.